# Флорін Пирву
Флорін Крістіан Пирву (рум. Florin Cristian Pârvu; нар. 3 квітня 1975, Плоєшті, Румунія) — румунський футболіст та тренер, виступав на позиції півзахисника.

## Клубна кар'єра
Футбольну кар'єру розпочав у 1995 році в клубі «Петролул», Наступного року переїхав до Китаю, де протягом трьох сезонів захищав кольори місцевого «Хенань Цзяньє». У 1998 році повернувся до «Петролула», де провів наступні три роки своєї кар'єри. Завдяки вдалій грі отримав запрошення від бухарестського «Динамо», до складу якого приєднався 2000 року. У 2003 році знову виїхав за кордон, цього разу підписав контракт з кувейтським клубом «Ель-Джахра», а наступного року знову виступав у китайському «Хенань Цзяньє». У 2004 році повернувся до Румунії, де захищав кольори «Брашова» та «Університаті».
У 2005 році перейшов до «Сталі», у футболці якої дебютував 6 серпня того ж року в програному (0:1) виїзному поєдинку 5-о туру Вищої ліги проти дніпропетровського «Дніпра». Флорін вийшов на поле в стартовому складі та відіграв увесь матч, а на 64-й хвилині отримав жовту картку. Дебютним голом у складі «сталеварів» відзначився 13 серпня 2005 року на 12-й хвилині переможного (5:1) домашнього поєдинку 1/32 фіналу кубку України проти єжноукраїнської «Енергії». Пирву вийшов на поле в стартовому складі та відіграв увесь матч. У «Сталі» зіграв один сезон, за цей час у Вищій лізі виходив на поле в 23-х поєдинках, ще 2 матчі провів у першості дублерів, окрім цього виходив на поле в 3-х поєдинках (2 голи) кубку країни. Після відходу з алчевського клубу побував на перегляді в полтавській «Ворсклі», проте до підписання контракту справа так і не дійшла.
Наступний сезон відіграв на Кіпрі, захищаючи кольори місцевого АЕЛу (23 матчі у Вищому дивізіоні). У 2007 році повернувся до Румунії. Півроку відіграв у «Петролулі». Після цього протягом двох з половиною сезонів вистуав у «Отопені». Першу частину сезону 2010/11 провів у нижчоліговому «Бразі». Решту сезону відіграв у «Газ-Метан Дрюбета Турну-Северин», у футболці якого завершив футбольну кар'єру.

## Кар'єра в збірній
З 2000 року викликався до національної збірної Румунії. Однак дебютував за головну команду країни 15 серпня 2002 року в нічийному (2:2) виїзному товариському поєдинку проти Словенії. Флоін вийшов на поле на 60-й хвилині, замінивши Мирела Редоя. 6 жовтня того ж року зіграв свій єдиний офіційний поєдинок у складі збірної, проти Грузії.

## Кар'єра тренера
По завершенні кар'єри гравця залишився працювати в клубній структурі «Газ-Метану», де працював одним з тренерів першої команди. У листопаді 2011 року виконував обов'язки головного тренера. З 8 жовтня 2012 року очолював нижчоліговий румунський клуб «Конпет» (Плоєшти). 2016 року призначений головним тренером молодіжної команди китайського клубу «Хенань Цзяньє».

## Досягнення
- Ліга I
  -  Чемпіон (1): 2001/02

- Кубок Румунії
  -  Володар (1): 2002/03